# Junagarh
Junagarh is een stad en “notified area” in het district Kalahandi van de Indiase staat Odisha. 

## Demografie
Volgens de Indiase volkstelling van 2001 wonen er 15.759 mensen in Junagarh, waarvan 51% mannelijk en 49% vrouwelijk is. De plaats heeft een alfabetiseringsgraad van 55%. 